# Bazhand Amiri
Bazhand Amiri (ur. 1 lutego 1989) – afgański zapaśnik walczący w stylu wolnym. Brązowy medalista Igrzysk Azji Południowej w 2016 roku.